# Chézy (Allier)
Pour les articles homonymes, voir Chézy.
Chézy est une commune française située dans le département de l'Allier, en région Auvergne-Rhône-Alpes.

## Géographie

### Localisation
La commune de Chézy est située à environ 12 kilomètres au nord-est du centre de Moulins.
Ses communes limitrophes sont :
| Gennetines | Lucenay-lès-Aix (Nièvre) | La Chapelle-aux-Chasses |
|            | Chézy                    | Chevagnes               |
| Yzeure     |                          | Lusigny                 |

### Géologie et relief
La commune est classée en zone de sismicité 2, correspondant à une sismicité faible.

### Hydrographie

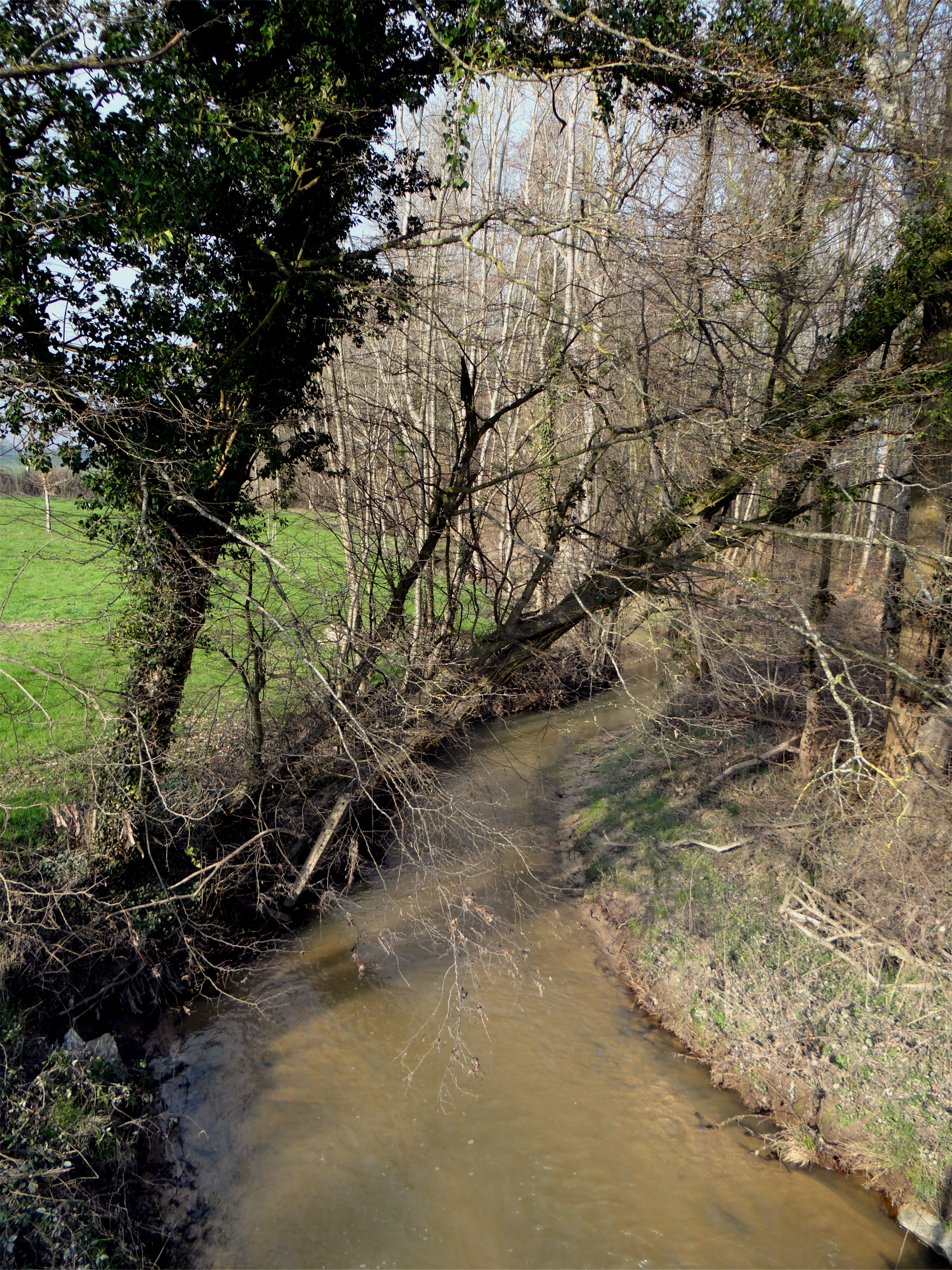
L'Ozon.

- L'Ozon, affluent de l’Acolin, long de 26,6 km[3],
- L'Abron, affluent de l’Acolin, long de 32,6 km.

### Climat
Pour des articles plus généraux, voir Climat d'Auvergne-Rhône-Alpes et Climat de l'Allier.
En 2010, le climat de la commune est de type climat océanique dégradé des plaines du Centre et du Nord, selon une étude du CNRS s'appuyant sur une série de données couvrant la période 1971-2000. En 2020, Météo-France publie une typologie des climats de la France métropolitaine dans laquelle la commune est exposée à un climat océanique altéré et est dans la région climatique Centre et contreforts nord du Massif Central, caractérisée par un air sec en été et un bon ensoleillement.
Pour la période 1971-2000, la température annuelle moyenne est de 11 °C, avec une amplitude thermique annuelle de 16,2 °C. Le cumul annuel moyen de précipitations est de 807 mm, avec 11,6 jours de précipitations en janvier et 7,5 jours en juillet. Pour la période 1991-2020, la température moyenne annuelle observée sur la station météorologique de Météo-France la plus proche, sur la commune de Montbeugny à 9 km à vol d'oiseau, est de 11,7 °C et le cumul annuel moyen de précipitations est de 754,1 mm,. Pour l'avenir, les paramètres climatiques de la commune estimés pour 2050 selon différents scénarios d'émission de gaz à effet de serre sont consultables sur un site dédié publié par Météo-France en novembre 2022.

## Urbanisme

### Typologie
Au 1er janvier 2024, Chézy est catégorisée commune rurale à habitat très dispersé, selon la nouvelle grille communale de densité à 7 niveaux définie par l'Insee en 2022.
Elle est située hors unité urbaine. Par ailleurs la commune fait partie de l'aire d'attraction de Moulins, dont elle est une commune de la couronne,. Cette aire, qui regroupe 64 communes, est catégorisée dans les aires de 50 000 à moins de 200 000 habitants,.

### Occupation des sols

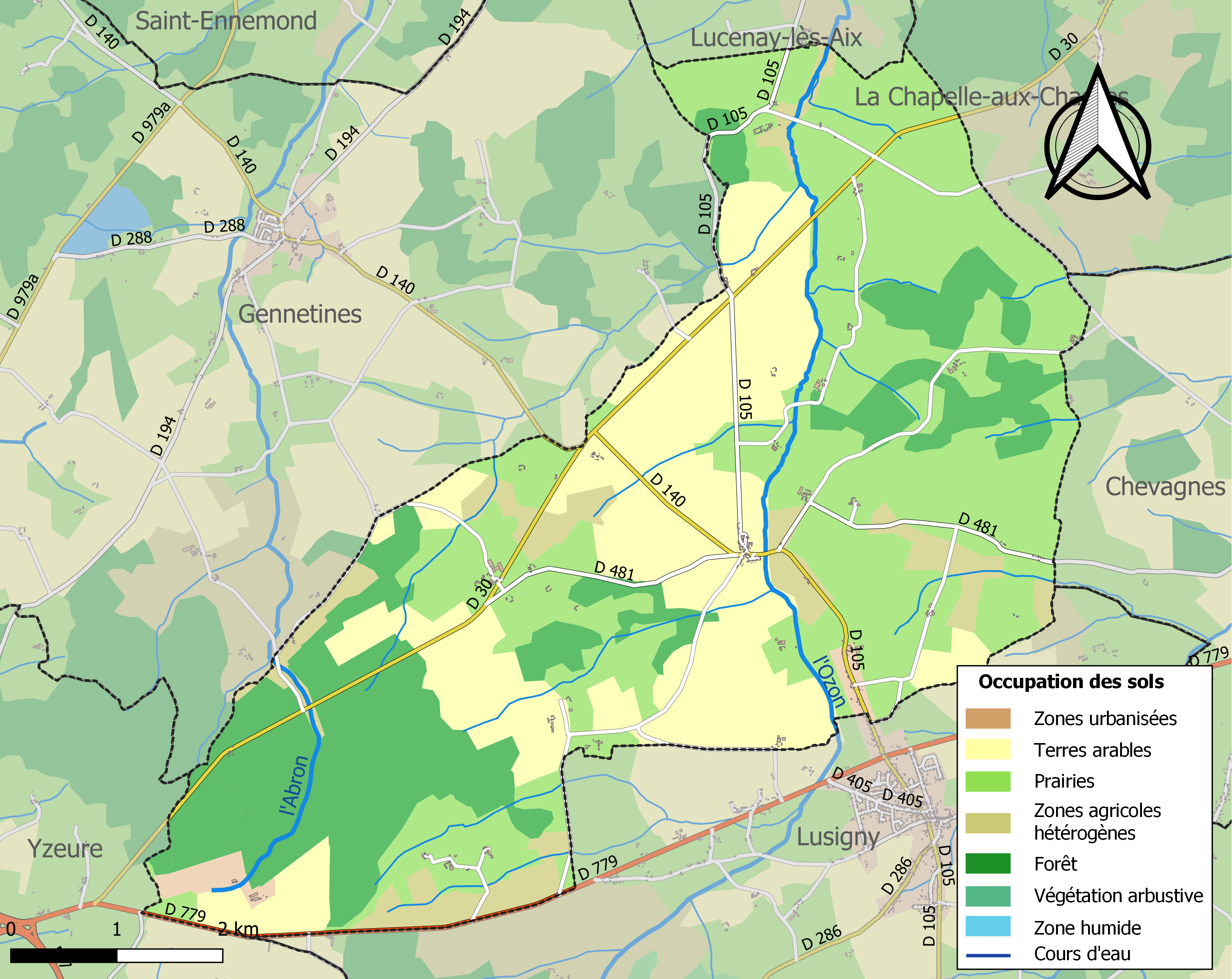
Carte des infrastructures et de l'occupation des sols de la commune en 2018 (CLC).

L'occupation des sols de la commune, telle qu'elle ressort de la base de données européenne d’occupation biophysique des sols Corine Land Cover (CLC), est marquée par l'importance des territoires agricoles (76,7 % en 2018), une proportion identique à celle de 1990 (76,7 %). La répartition détaillée en 2018 est la suivante : prairies (42,7 %), terres arables (27,1 %), forêts (22,1 %), zones agricoles hétérogènes (7 %), mines, décharges et chantiers (0,7 %), zones urbanisées (0,4 %).
L'IGN met par ailleurs à disposition un outil en ligne permettant de comparer l'évolution dans le temps de l'occupation des sols de la commune (ou de territoires à des échelles différentes). Plusieurs époques sont accessibles sous forme de cartes ou photos aériennes : la carte de Cassini (XVIIIe siècle), la carte d'état-major (1820-1866) et la période actuelle (1950 à aujourd'hui).

### Logement
En 2013, le nombre total de logements dans la commune était de 98.
Parmi ces logements, 82,1 % étaient des résidences principales, 3,8 % des résidences secondaires et 14,1 % des logements vacants.
La part des ménages propriétaires de leur résidence principale s’élevait à 75,9 %.

## Histoire
Des lames dites de « Grand-Pressigny » ainsi que des haches polies du Néolithique ont été retrouvées à Chézy.
Il est fait mention en 1301 de la Motte-Chézy, encore visible il y a quelques décennies. Elle fut jadis le siège d'une prévôté importante, qui s'étendait tout le long de la vallée de l'Ozon, jusqu'au-delà de Lucenay-lès-Aix.

## Politique et administration
| Période                                  | Période                      | Identité            | Étiquette | Qualité               |
| ---------------------------------------- | ---------------------------- | ------------------- | --------- | --------------------- |
| Les données manquantes sont à compléter. |                              |                     |           |                       |
| juin 1995                                | mai 2020                     | Michel Borde        | DVD       | Agriculteur           |
| mai 2020                                 | En cours (au 8 juillet 2020) | Xavier Faivre-Duboz |           | Conseiller en gestion |

## Population et société

### Démographie
Les habitants de la commune sont appelés les Chezissois et les Chezissoises.
L'évolution du nombre d'habitants est connue à travers les recensements de la population effectués dans la commune depuis 1793. Pour les communes de moins de 10 000 habitants, une enquête de recensement portant sur toute la population est réalisée tous les cinq ans, les populations de référence des années intermédiaires étant quant à elles estimées par interpolation ou extrapolation. Pour la commune, le premier recensement exhaustif entrant dans le cadre du nouveau dispositif a été réalisé en 2005.

En 2022, la commune comptait 214 habitants, en évolution de −9,32 % par rapport à 2016 (Allier : −1,38 %, France hors Mayotte : +2,11 %).
| 1793 | 1800 | 1806 | 1821 | 1831 | 1836 | 1841 | 1846 | 1851 |
| ---- | ---- | ---- | ---- | ---- | ---- | ---- | ---- | ---- |
| 352  | 368  | 368  | 399  | 396  | 392  | 374  | 419  | 438  |

| 1856 | 1861 | 1866 | 1872 | 1876 | 1881 | 1886 | 1891 | 1896 |
| ---- | ---- | ---- | ---- | ---- | ---- | ---- | ---- | ---- |
| 455  | 444  | 450  | 468  | 506  | 542  | 570  | 553  | 540  |

| 1901 | 1906 | 1911 | 1921 | 1926 | 1931 | 1936 | 1946 | 1954 |
| ---- | ---- | ---- | ---- | ---- | ---- | ---- | ---- | ---- |
| 552  | 521  | 515  | 410  | 385  | 352  | 333  | 334  | 301  |

| 1962 | 1968 | 1975 | 1982 | 1990 | 1999 | 2005 | 2006 | 2010 |
| ---- | ---- | ---- | ---- | ---- | ---- | ---- | ---- | ---- |
| 305  | 305  | 245  | 203  | 244  | 218  | 212  | 208  | 212  |

| 2015 | 2020 | 2022 | - | - | - | - | - | - |
| ---- | ---- | ---- | - | - | - | - | - | - |
| 235  | 219  | 214  | - | - | - | - | - | - |

## Économie

### Revenus de la population et fiscalité
Le nombre de ménages fiscaux en 2013 était de 84 et la médiane du revenu disponible par unité de consommation de 22 505,20 €.

### Emploi
En 2013, le nombre total d’emploi au lieu de travail était de 196.
Entre 2008 et 2013, la variation de l'emploi total (taux annuel moyen) a été de + 6,9 %. En 2013, le taux d’activité de la population âgée de 15 à 64 ans s'élevait à 85,1 % contre un taux de chômage de 5,3 %.

### Entreprises et commerces
En 2015, le nombre d'établissements actifs était de trente-trois dont quinze dans l'agriculture-sylviculture-pêche, cinq dans l'industrie, neuf dans le commerce-transports-services divers et quatre étaient relatifs au secteur administratif.
Cette même année, deux entreprises ont été créées.

## Culture locale et patrimoine

### Lieux et monuments
- Chézy n'a pas d'église depuis que la Révolution a fait disparaître la vieille chapelle dédiée à saint Pierre, qui se trouvait sur la place où est érigée une croix[25].

### Personnalités liées à la commune
- Le peintre orientaliste Henri de Chacaton (1813-1886), né à Chézy (aux Loutauds).